# 我妻学
我妻 学（わがつま まなぶ、1960年 - ）は、日本の法学者。専門は民事訴訟法。学位は、法学修士（一橋大学・1985年）。東京都立大学法科大学院教授。米沢有為会我妻榮記念館名誉館長。父は産婦人科医の我妻堯、祖父は民法学者の我妻栄。

## 略歴
- 1983年 早稲田大学法学部卒業。
- 1985年 一橋大学大学院法学研究科修士課程修了、法学修士。
- 1988年 一橋大学大学院法学研究科博士課程単位取得満期退学、指導教官竹下守夫[2]、一橋大学法学部助手。
- 1989年 (旧)東京都立大学法学部助教授。
- 2003年 (旧)東京都立大学法学部教授。
- 2005年 首都大学東京大学院社会科学研究科法曹養成専攻（法科大学院）教授。
- 2020年 東京都立大学法学部教授、東京都立大学大学院法学政治学研究科教授、米沢有為会我妻榮記念館名誉館長[3]。

## 所属学会
- 日本私法学会 （国内）
- 日本医事法学会 （国内）
- 日本民事訴訟法学会 （国内）

## 社会的活動
- 東京地方裁判所委員会委員
- 東京簡易裁判所司法委員
- 公益財団法人日本医療機能評価機構産科医療補償制度調整検討委員会委員長[4]
- 厚生労働省医薬品の安全対策等における医療関係データベースの活用方策に関する懇談会委員[5]

## 著書
- 『イギリスにおける民事司法の新たな展開』東京都立大学出版会、2003年。ISBN 4925235311
- 『医事紛争における裁判外紛争処理に関する基礎的研究』厚生労働科学研究費補助金医療技術評価総合研究事業、2004年。
- 『医事紛争における裁判外紛争処理に関する研究』厚生労働科学研究費補助金医療技術評価総合研究事業、2005年。
- 『民事裁判における弁護士費用敗訴者負担原則と権利保護保険の基礎的研究』首都大学東京、2006年
- 『新訂 鑑定からみた産科医療訴訟』（我妻堯編著）日本評論社、2013年。ISBN 4535519331